# Hugh Cuming
Hugh Cuming est un malacologiste et un naturaliste britannique surnommé le prince des collections de coquillages, né le 14 février 1791 à Washbrook, près de Kingsbridge, dans le sud du Devon et mort le 10 août 1865.

## Biographie
Il fait partie d’une fratrie de trois enfants. Ses parents sont Richard et Mary Cuming. Enfant, il côtoie le colonel George Montagu (1753-1815), naturaliste de renom, auteur notamment d’un ouvrage important en conchyliologie, Testacea Britannica (1803-1808). C’est à son contact qu’il commence à se passionner pour les coquillages.
Ses parents, relativement pauvres, lui font apprendre la fabrication de voiles. Il part en Amérique du Sud en 1819 pour ouvrir une entreprise de voiles. Il s’installe d’abord à Buenos Aires puis, en janvier 1822, à Valparaíso. Il consacre ses loisirs à la collection des coquillages ainsi qu’à faire des observations sur l’histoire naturelle de la baie de Valparaiso. Il réalise de nombreuses observations sur les effets du tremblement de terre de novembre 1822 sur les mollusques tant marins que terrestres. L’impact des tremblements de terre était l’objet d’importantes controverses qui opposaient les géologues de son époque. Cuming conclut que le tremblement de terre n’a pas eu d’impact sur le niveau des eaux. Sa théorie sera infirmée plus tard mais celle-ci lui vaut une certaine réputation auprès des spécialistes de son temps.
En 1826, il se retire des affaires. Les bénéfices qu’il touche de l’entreprise de fabrication de voiles lui permettront de vivre confortablement toute sa vie et de se consacrer à l’histoire naturelle. L’année précédente, il rencontre celle qui deviendra sa compagne, Clara Valentina, qui avait déjà une fille, Clara et un fils, Hugh.
Il commence alors à construire un bateau, le Discoverer, dans le but de récolter des spécimens de faune et de flore. Après avoir embauché le capitaine Grimwood, il part le 28 octobre 1827 pour sa première croisière. Il visite les îles du Pacifique notamment la Polynésie et les Îles de la Société. Les deux hommes rencontrent à Pitcairn, le dernier survivant des révoltés du Bounty, John Adams (1767-1829). Parmi les spécimens qu’il rapporte, il faut signaler les 28 000 perles qu’il récolte à Tahiti. Les détails de ce voyage sont connus grâce à une lettre où Cuming décrit celui-ci à Sir William Jackson Hooker (1785-1865).
Son deuxième voyage le conduit sur la côte ouest de l’Amérique du Sud de 1828 à 1830. Il ne se contente pas de récolter des coquillages sur les plages. Cuming utilise des dragues pour obtenir des animaux directement sur les fonds marins.
En 1831, Cuming se rend à Londres où il rencontre plusieurs naturalistes comme George Brettingham Sowerby I (1788-1854), spécialiste des coquillages. Ce dernier, avec William John Broderip (1789-1859), écrit dans la revue de la Zoological Society of London. Les récoltes de Cuming servent au fils de Sowerby I, George Brettingham Sowerby II (1812-1884), pour la publication de The Conchological Illustrations. La Linnean Society of London l’élit comme membre le 1er mai 1832. Cuming voyage alors en Europe et rencontre de nombreux naturalistes comme André Étienne Justin Pascal Joseph François d'Audebert de Férussac (1786-1836) et Gérard Paul Deshayes (1795-1875) à Paris, Eduard Rüppell (1794-1884) à Francfort-sur-le-Main et Johann Fischer von Waldheim (1771-1853) à Saint-Pétersbourg.
En janvier 1836, Cuming entreprend son troisième et dernier voyage, celui-ci va durer quatre ans. Il visite l’archipel philippin qui était, à cette époque, encore largement inconnu. Edward Smith-Stanley, treizième duc de Derby (1775-1851), président de la Société zoologique et qui souhaite enrichir les collections de celle-ci, lui donne des lettres d’introduction pour les autorités espagnoles alors installées aux Philippines. Son journal de voyage est perdu mais sa correspondance permet de juger de l’importance de ses récoltes. Ainsi, il écrit à Sir Richard Owen (1804-1892) qu’il a récolté dès novembre 1837 plus de 1 800 espèces de mollusques, 1 900 de plantes. Deux ans plus tard, il décrit à Eduard Rüppell (1794-1884) que sa collection compte 3 400 espèces de plantes, plus de 3 000 de mollusques marins, terrestres ou dulcicoles, 1 200 de vertébrés et des milliers d’autres invertébrés. Il revient en Grande-Bretagne le 5 juin 1840. Il ne faut pas moins de trois wagons pour emporter à son domicile, 90 des 147 grandes caisses qui contiennent ses captures. Le nombre total de spécimens de son herbier atteint le chiffre de 130 000.
Commence alors un immense travail de descriptions, deux mois seulement après son retour : William John Broderip (1789-1859) présente une communication devant la Société zoologique où il décrit des mollusques terrestres. La description des coquillages occupera trois générations de la dynastie des Sowerby. La richesse de ses collections suscitent d’autres intérêts comme celui de Lovell Augustus Reeve (1814-1865) qui décrit, dans sa Conchologia Systematica et sa Conchologia Iconica, de nombreuses espèces, les illustrations étant signés par les Sowerby. Le domicile de Cuming est fréquenté par bien d’autres spécialistes comme Ludwig Karl Georg Pfeiffer (1805-1877), Arthur Adams (1820-1878), Gérard Paul Deshayes (1795-1875), Philip Pearsall Carpenter (1819-1877), Temple Prime (1832-1905), Georg von Frauenfeld (1807-1873), John Samuel Gaskoin (1790-1858), John Edward Gray (1800-1875), William Swainson (1789-1855), Henrik Beck (1799-1863), Jules René Bourguignat (1829-1892), Gerhard von dem Busch (1791-1868), Joseph Charles Hippolyte Crosse (1826-1898), Wilhelm Bernhard Rudolph Hadrian Dunker (1809-1885), Sauveur Petit de la Saussaye (1792-1870), Rodolfo Amando Philippi (1808-1904), César A. Récluz (v. 1797-1873), Eduard Römer (1819-1874), William Harper Pease (1824-1871), Isaac Lea (1792-1886), etc.
Cuming a également le sens des affaires : il commercialise son herbier et les doubles de sa collection de coquillages. Avec les bénéfices, il finance les voyages d’exploration et de récolte de naturalistes à travers le monde. C’est le cas de John MacGillivray (1822-1867) dont l’expédition en Australie est en partie financée par Cuming.
La collection est finalement vendue, après la mort de Cuming, au British Museum pour la somme de six mille livres. La qualité scientifique de sa collection est parfois critiquée notamment à cause des nombreuses erreurs que Cuming a commises sur l’indication des localités de capture.

## Postérité
Les espèces suivantes lui sont dédiées : Aglaia cumingiana, Aquilaria cumingiana, Aristida cumingiana, Begonia cumingiana, Biophytum cumingianum, Panicum cumingianum, Triplaris cumingiana, Varanus cumingi, etc.
L'IPNI lui attribue une abréviation en botanique, sans plus de précision.

## Source
- Stanley Peter Dance (1966). Shell Collecting. An Illustrated History. Faber and Faber (Londres) : 344 p.